# Eutelia bourquini
Eutelia bourquini är en fjärilsart som beskrevs av Köhler 1968. Eutelia bourquini ingår i släktet Eutelia och familjen nattflyn. Inga underarter finns listade i Catalogue of Life.